# Jehu
Jehu, o Ieu (in ebraico יְהוּא; Samaria, ... – Samaria, 815 a.C.), è stato un re israelita.
Da lui prende il nome la dinastia regale che regnò su Israele fino al 746 a.C., sostituendo quella di Omri.
L'archeologo statunitense William F. Albright fa risalire il suo regno in un periodo che va dall'842 a.C. all'815 a.C., mentre l'archeologo Edwin R. Thiele propone le date 841 - 814 a.C. La principale fonte documentale che testimonia la sua esistenza è una citazione del II Libro dei Re.

## Biografia
Il regno del suo predecessore, Ioram, fu segnato dall'evento della battaglia di Ramoth di Galaad combattuta contro l'armata degli Aramei, dove il re d'Israele venne ferito e costretto a rifugiarsi nella valle di Jezreel, dove Acazia, re di Giuda, venne in visita a Ioram. Mentre i comandanti dell'esercito erano riuniti in assemblea alla quale non partecipava il sovrano, il profeta Eliseo inviò uno dei suoi discepoli per parlare con Jehu. Dopo che i due si furono appartati dall'assemblea, il discepolo rivelò per conto del profeta l'elezione di Jehu a nuovo sovrano d'Israele e sparì. Quando gli altri comandanti chiesero a Jehu cosa fosse accaduto, alla rivelazione di quanto riferito per conto di Eliseo, acclamarono all'unisono Jehu nuovo sovrano d'Israele.
Fu così che Jehu, investito del titolo di re, ordì una rivolta contro Ioram, e con un gruppo scelto dei suoi uomini, cavalcò a spron battuto verso il rifugio del re ferito e lo uccise trafiggendolo al cuore con una freccia. Mentre fuggiva sul suo carro anche Acazia re di Giuda fu ferito a morte; in seguito Jehu ordinò l'uccisione della madre di Ioram, Gezabele, che fu gettata da una finestra dai ed il suo cadavere lasciato divorare dai cani.

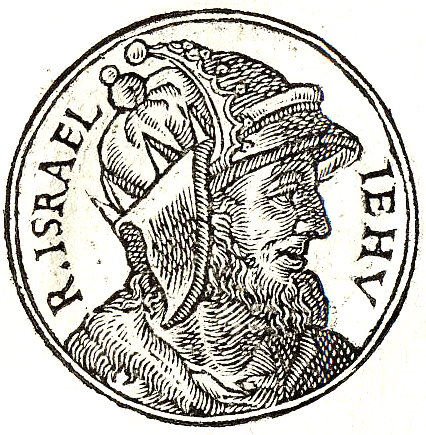
Ritratto di Jehu come immaginato da Guillaume Rouillé nel Promptuarii Iconum Insigniorum

Diventato padrone del regno di Israele, Jehu decise l'eliminazione della dinastia di Omri, ordinando ai suoi uomini di stanza nella capitale Samaria, di inviare al suo cospetto le teste di tutti gli esponenti della precedente dinastia reale. Secondo la testimonianza biblica, furono poste in due colonne ai cancelli della città ben settantadue teste.
Oltre a quanto riferisce la fonte biblica ben poco si sa dell'operato di questo sovrano d'Israele. Tuttavia lo sdegno con cui ne parla l'autore del Libro dei Re riguardo alla sua tolleranza nei confronti del culto del vitello d'oro nelle città di Bethel e di Dan testimoniano del fatto che Jehu non fu in grado di attuare una ricostituzione del senso religioso del suo regno che per così tanto tempo era stato il fulcro della potenza della sua nazione, anche se tentò di operare una riforma religiosa attuando una feroce persecuzione nei confronti degli adoratori del dio Baal.
L'analisi comparata dei testi sacri del Levante mostra il ruolo chiave di questo sovrano nel processo di riforma religiosa, con ripercussioni sulla tradizione confluente nel Secondo Tempio di Gerusalemme.